# Florian Janoscha Kreppner
Florian Janoscha Kreppner ist ein deutscher Vorderasiatischer Archäologe.

## Leben
Er studierte Vorderasiatische Archäologie, Altorientalische Philologie und Klassische Archäologie an der Freien Universität Berlin, wo er den Magister 1997 mit sehr gut abschloss, 2003 mit summa cum laude promoviert wurde und ihm 2013 nach der Habilitation die Lehrbefähigung und die Lehrbefugnis verliehen wurde. Von 1997 bis 2013 war er im DFG-Forschungsprojekt Ausgrabung in Tall Schech Hamad/Dur-Katlimmu der Freien Universität Berlin beschäftigt.
Er lehrte 2007 als Erasmus-Gastdozent an der Ege Üniversitesi in Izmir, 2007 bis 2016 an der Universität Göttingen, seit 2013 an der Freien Universität Berlin (ursprünglich als Privatdozent; 2016–2017 in Vertretung von Dominik Bonatz) und 2015 an der Universität Tübingen (Vertretung für Peter Pfälzner).
Seit August 2015 war er Wissenschaftlicher Mitarbeiter an der Professur Karen Radners an der Universität München. 2018 wurde er zum Universitätsprofessor für Vorderasiatische Archäologie an der Universität Münster ernannt.

## Schriften (Auswahl)
- Die Keramik des „Roten Hauses“ von Tall Šēḫ Ḥamad/Dūr-Katlimmu. Eine Betrachtung der Keramik Nordmesopotamiens aus der zweiten Hälfte des 7. und aus dem 6. Jahrhundert v. Chr. (= Berichte der Ausgrabung Tall Šēḫ Ḥamad/Dūr-Katlimmu (Batsh). Band 7). 2 Bände, Harrassowitz, Wiesbaden 2006, ISBN 3-447-05399-2 (zugleich Dissertation, Freie Universität Berlin 2003).
- als Herausgeber mit Hartmut Kühne und Rainer Czichon:  Proceedings of the 4th International Congress of the Archaeology of the Ancient Near East. Harrassowitz Verlag, Wiesbaden 2008.
  - Band 1. The reconstruction of environment: Natural resources and human interrelations through time. Art history: Visual communication. ISBN 3-447-05703-3.
  - Band 2.  Social and cultural transformation: The archaeology of transitional periods and dark ages. Excavation reports. ISBN 3-447-05757-2.
- als Herausgeber mit Dominik Bonatz und Rainer Czichon: Fundstellen. Gesammelte Schriften zur Archäologie und Geschichte Altvorderasiens. Ad honorem Hartmut Kühne. Harrassowitz Verlag, Wiesbaden 2008, ISBN 978-3-447-05770-7.
- mit Jochen Schmid: Die Stratigraphie und Architektur des Roten Hauses von Tell Šēḫ Ḥamad/Dūr-Katlimmu. Mit Beiträgen von J. Rohde und einer Abhandlung über die Holzkohlefunde von Rainer Gerisch (= Berichte der Ausgrabung Tall Šēḫ Ḥamad/Dūr-Katlimmu (Batsh). Band 11). Harrassowitz Verlag, Wiesbaden 2013, ISBN 978-3-447-10058-8.
- mit Karen Radner und Andrea Squitieri (Hrsg.): Peshdar Plain Project Publications.
  - 1: Exploring the Neo-Assyrian Frontier with Western Iran: The 2015 Season at Gird-i Bazar and Qalat-i Dinka (= Peshdar Plain Project Publications. Band 1). PeWe-Verlag, Gladbeck 2016, ISBN 3-935012-20-9 (Digitalisat).
  - 2: Unearthing the Dinka Settlement Complex: The 2016 Season at Gird-i Bazar and Qalat-i Dinka (= Peshdar Plain Project Publications. Band 2). PeWe-Verlag, Gladbeck 2017, ISBN 978-3-935012-28-7.
  - 3: The Dinka Settlement Complex 2017, The Final Season at Gird-i Bazar and First Work in the Lower Town. PeWe-Verlag, Gladbeck 2018, ISBN 978-3-935012-32-4.
  - 4: The Dinka Settlement Complex 2018, Continuing the excavations at Qalat-i Dinka and the Lower Town. PeWe-Verlag, Gladbeck 2019, ISBN 978-3-935012-39-3.
  - 5: The Dinka Settlement Complex 2019, Further Archaeological and Geophysical Work on, Qalat-i Dinka and in the Lower Town. PeWe-Verlag, Gladbeck 2020, ISBN 978-3-935012-45-4 (Digitalisat).